# Attelabus (djur)
Attelabus är ett släkte av skalbaggar som beskrevs av Linnaeus 1758. Attelabus ingår i familjen rullvivlar.

## Bildgalleri

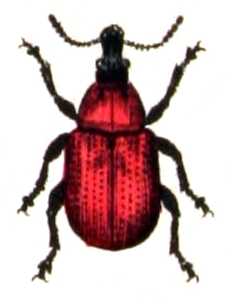
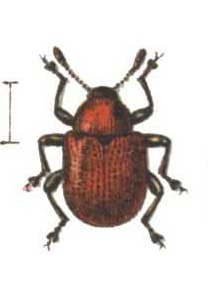

## Dottertaxa tillAttelabus, i alfabetisk ordning[1][2]
- Attelabus abdominalis
- Attelabus aeneus
- Attelabus aequatus
- Attelabus algoensis
- Attelabus alliariae
- Attelabus alvearius
- Attelabus amitinus
- Attelabus ammios
- Attelabus amplectens
- Attelabus analis
- Attelabus angulatus
- Attelabus angulipennis
- Attelabus angulosus
- Attelabus anserinus
- Attelabus apiarius
- Attelabus armatus
- Attelabus asparagi
- Attelabus asperipennis
- Attelabus astragali
- Attelabus ater
- Attelabus atratus
- Attelabus atricornis
- Attelabus atrirostris
- Attelabus auratus
- Attelabus aureolus
- Attelabus avellanae
- Attelabus axillaris
- Attelabus azureus
- Attelabus bacchus
- Attelabus badius
- Attelabus balcanicus
- Attelabus betulae
- Attelabus betuleti
- Attelabus bicolor
- Attelabus bicoloratus
- Attelabus bifasciatus
- Attelabus bifoveatus
- Attelabus biguttatus
- Attelabus bihastatus
- Attelabus bimaculatus
- Attelabus binotatus
- Attelabus bipustulatus
- Attelabus bipustulosus
- Attelabus bispinosus
- Attelabus brachiatus
- Attelabus breviceps
- Attelabus brevicollis
- Attelabus bullatus
- Attelabus buprestoides
- Attelabus buqueti
- Attelabus calibatus
- Attelabus callosus
- Attelabus canaliculatus
- Attelabus carbonicolor
- Attelabus carneolus
- Attelabus castaneicolor
- Attelabus ceramboides
- Attelabus chalybaeus
- Attelabus championi
- Attelabus christophi
- Attelabus chrysidius
- Attelabus cicatricosus
- Attelabus ciodes
- Attelabus coccineus
- Attelabus coeruleocephalus
- Attelabus coeruleus
- Attelabus columbinus
- Attelabus concolor
- Attelabus conicollis
- Attelabus conicus
- Attelabus constrictipennis
- Attelabus coquereli
- Attelabus corallinus
- Attelabus corallipes
- Attelabus corniculatus
- Attelabus corvinus
- Attelabus coryli
- Attelabus costipennis
- Attelabus costulatus
- Attelabus crabroniformis
- Attelabus craccae
- Attelabus cribrarius
- Attelabus cribricollis
- Attelabus crotalariae
- Attelabus cruralis
- Attelabus cupreus
- Attelabus cupricollis
- Attelabus cupripennis
- Attelabus cuprirostris
- Attelabus curculioniformis
- Attelabus curculionoides
- Attelabus cyaenus
- Attelabus cyanellus
- Attelabus cyaneoviridis
- Attelabus cyaneus
- Attelabus cyanipennis
- Attelabus cygneus
- Attelabus cylindricus
- Attelabus dajacus
- Attelabus dauricus
- Attelabus deceptor
- Attelabus dejardinii
- Attelabus deletangi
- Attelabus denigratus
- Attelabus dentipennis
- Attelabus dentipes
- Attelabus diffinis
- Attelabus discolor
- Attelabus disparipes
- Attelabus distinctus
- Attelabus dorsalis
- Attelabus dromedarius
- Attelabus dubius
- Attelabus duodecimpunctatus
- Attelabus durus
- Attelabus efferans
- Attelabus elongaticeps
- Attelabus erythropterus
- Attelabus exaratus
- Attelabus falcata
- Attelabus falcatus
- Attelabus falcipes
- Attelabus fasciatus
- Attelabus fascicollis
- Attelabus feae
- Attelabus femoralis
- Attelabus femoratus
- Attelabus fenestratus
- Attelabus flavicornis
- Attelabus flavipes
- Attelabus formicarius
- Attelabus formicaroides
- Attelabus fornicatus
- Attelabus fossor
- Attelabus foveicollis
- Attelabus foveipennis
- Attelabus foveolatus
- Attelabus frumentarius
- Attelabus fulvitarsis
- Attelabus funereus
- Attelabus fuscicornis
- Attelabus fuscirostris
- Attelabus gemmatus
- Attelabus genalis
- Attelabus geoffroyanus
- Attelabus gestroi
- Attelabus giganteus
- Attelabus glaber
- Attelabus globosus
- Attelabus gnomoides
- Attelabus hamatus
- Attelabus heterocerus
- Attelabus hirtus
- Attelabus hispanicus
- Attelabus holosericeus
- Attelabus humeralis
- Attelabus humerosus
- Attelabus hungaricus
- Attelabus hypomelas
- Attelabus hystrix
- Attelabus ichneumonius
- Attelabus ignitus
- Attelabus ilicis
- Attelabus inaequalis
- Attelabus indicus
- Attelabus indigaceus
- Attelabus intermedius
- Attelabus ircutensis
- Attelabus jekeli
- Attelabus klugi
- Attelabus klugii
- Attelabus lacertosus
- Attelabus laesicollis
- Attelabus laetus
- Attelabus lepturoides
- Attelabus lewisi
- Attelabus ligulatus
- Attelabus lilii
- Attelabus lineaticollis
- Attelabus lizeri
- Attelabus longiclava
- Attelabus longicollis
- Attelabus longimanus
- Attelabus longirostris
- Attelabus lythri
- Attelabus maculatus
- Attelabus maculipes
- Attelabus malaccensis
- Attelabus malvae
- Attelabus marci
- Attelabus marginalis
- Attelabus marginatus
- Attelabus melancoryphus
- Attelabus melanocephalus
- Attelabus melanocoryphus
- Attelabus melanopygus
- Attelabus melanurus
- Attelabus mollis
- Attelabus monoceros
- Attelabus morio
- Attelabus mundanus
- Attelabus munroi
- Attelabus mutabilis
- Attelabus mutillarius
- Attelabus mutus
- Attelabus nanus
- Attelabus nigriclava
- Attelabus nigricornis
- Attelabus nigripennis
- Attelabus nigripes
- Attelabus nigrirostris
- Attelabus nigriventris
- Attelabus nitens
- Attelabus nitensiformis
- Attelabus nitidus
- Attelabus notatus
- Attelabus nourricheli
- Attelabus obliquus
- Attelabus obscurior
- Attelabus obsidianus
- Attelabus octomaculatus
- Attelabus octopunctatus
- Attelabus octospilotus
- Attelabus ovalis
- Attelabus ovatus
- Attelabus palliatus
- Attelabus pectoralis
- Attelabus pensylvanicus
- Attelabus perrieri
- Attelabus piceovirens
- Attelabus pisi
- Attelabus placidus
- Attelabus planirostris
- Attelabus polita
- Attelabus politus
- Attelabus polymorphus
- Attelabus pomonae
- Attelabus populi
- Attelabus pubescens
- Attelabus pulchellus
- Attelabus pulvinicollis
- Attelabus punctatostriata
- Attelabus punctatus
- Attelabus punctiger
- Attelabus purpureus
- Attelabus pustula
- Attelabus quadratus
- Attelabus quadrimaculatus
- Attelabus quadripustulatus
- Attelabus quadrispinosus
- Attelabus quattuordecimpunctatus
- Attelabus quinquepunctatus
- Attelabus regularis
- Attelabus rhinomacer
- Attelabus rhois
- Attelabus rostratus
- Attelabus rubricollis
- Attelabus rubrodorsatus
- Attelabus rudis
- Attelabus rufescens
- Attelabus ruficollis
- Attelabus rufipennis
- Attelabus rufipes
- Attelabus rufirostris
- Attelabus rufus
- Attelabus rugicollis
- Attelabus ruginotus
- Attelabus sandacanus
- Attelabus sanguineus
- Attelabus sanguinipennis
- Attelabus schaefferi
- Attelabus scutellaris
- Attelabus scutellatus
- Attelabus sedatus
- Attelabus sellatus
- Attelabus senex
- Attelabus serraticornis
- Attelabus serripes
- Attelabus sexguttatus
- Attelabus sexmaculatus
- Attelabus sexplagiatus
- Attelabus similis
- Attelabus simulatus
- Attelabus sipylus
- Attelabus smeraldinus
- Attelabus smithi
- Attelabus sorbi
- Attelabus speciosus
- Attelabus sphageus
- Attelabus spiculatus
- Attelabus spinicollis
- Attelabus spinifex
- Attelabus spinipes
- Attelabus spinosus
- Attelabus splendens
- Attelabus striatus
- Attelabus subcyaneus
- Attelabus sulcifrons
- Attelabus sumptuosus
- Attelabus surinamensis
- Attelabus suturalis
- Attelabus tranquebaricus
- Attelabus trapezicollis
- Attelabus tricolor
- Attelabus tristis
- Attelabus troglodytes
- Attelabus tuberculosus
- Attelabus tuberifer
- Attelabus unicolor
- Attelabus unifasciatus
- Attelabus uniformis
- Attelabus wagneri
- Attelabus variabilis
- Attelabus variegatus
- Attelabus variolosus
- Attelabus vernalis
- Attelabus verrucifer
- Attelabus versicolor
- Attelabus vestitus
- Attelabus viciae
- Attelabus vinosus
- Attelabus violaceus
- Attelabus viridans